# Brigitte Totschnig
Brigitte Totschnig, née le 30 août 1954 à Filzmoos, est une skieuse alpine autrichienne.

## Palmarès

### Jeux olympiques
| Édition / Épreuve | Descente | Slalom géant | Slalom  |
| ----------------- | -------- | ------------ | ------- |
| JO 1972 Sapporo   | 15e      | —            | —       |
| JO 1976 Innsbruck | Argent   | 16e          | Abandon |

### Championnats du monde
| Épreuve / Édition                    | Descente | Slalom géant | Slalom  | Combiné |
| JO 1972 Sapporo                      | 15e      | —            | —       | —       |
| JO 1976 Innsbruck                    | Argent   | 16e          | Abandon | —       |
| Mondiaux 1978 Garmisch-Partenkirchen | 7e       | —            | —       | —       |

### Coupe du monde
- Meilleur résultat au classement général : 4e en 1977
  - Vainqueur de la coupe du monde de descente en 1976 et 1977
  - 8 victoires : 7 descentes et 1 géant
  - 13 podiums

#### Saison par saison
- Coupe du monde 1972 :
  - Classement général : 27e
- Coupe du monde 1973 :
  - Classement général : 18e
- Coupe du monde 1974 :
  - Classement général : 24e
- Coupe du monde 1975 :
  - Classement général : 32e
- Coupe du monde 1976 :
  - Classement général : 6e
    - Vainqueur de la coupe du monde de descente
    - 3 victoires en descente : Aprica, Meiringen I et Aspen
- Coupe du monde 1977 :
  - Classement général : 4e
    - Vainqueur de la coupe du monde de descente
    - 4 victoires en descente : Zell am See I, Zell am See II, Crans Montana et Heavenly Valley
    - 1 victoire en géant : Courmayeur
- Coupe du monde 1978 :
  - Classement général : 21e
- Coupe du monde 1979 :
  - Classement général : 36e

### Arlberg-Kandahar
- Meilleur résultat : 8e place dans la descente 1971-72 à Sestrières